# Ludmilla Lacueva Canut
Ludmilla Lacueva Canut (Escaldes, Principat d'Andorra, 1971) és una escriptora andorrana. Compagina la seva vida laboral amb l'escriptura. La seva passió per la investigació l'ha dut a la recerca històrica. Ha col·laborat al programa "Llibres & Company" de Ràdio Nacional d'Andorra, publica articles al diari Bondia Andorra i té un blog anomenat llibreriadepioners.com.

## Obra
Assaig
- 2001 — Els pioners de l'hoteleria andorrana, del segle xvi al segle XX, editat per l'autora.
- 2006 — Hostal del Serrat, escrit a Papers de Recerca Històrica, Societat Andorrana de Ciències- SAC.
- 2006 — Hostal Valira, article a Ex–libris Casa Bauró, Govern d'Andorra.[3]
- 2009 — Andorra, nova aproximació a la història d'Andorra (col·laboració), Ed. Altaïr.
- 2016 — Charles Romeu, l'home de mirada clara, escrit a Papers de Recerca Històrica, Societat Andorrana de Ciències.

Novel·la
- 2014 — L'home de mirada clara. Charles Romeu, veguer francès de 1887 a 1933,[4] Editorial Andorra.
- 2018 — Mort sota zero, Editorial Apostroph
- 2020 — Scrap mortal, Editorial Apostroph
- 2021 — Olor de difunt, Editorial Llibres del Delicte

## Premis literaris
- 2001 — Accèssit premi d'investigació del Consell General, Principat d'Andorra per Els pioners de l'hoteleria andorrana, del segle xvi al segle xx.[5]
- 2011 — Finalista concurs literari Bus exprés (Govern d'Andorra) amb Cursa d'esquí amb el bus exprés.[6]
- 2012 — Segon premi concurs literari Bus exprés (Govern d'Andorra) amb El Bus de la memòria.[7]